# 普伊勒邦
普伊勒邦（法語：Pouylebon，法語發音：[pwilbɔ̃]）是法国热尔省的一个市镇，属于米朗德区。

## 地理
普伊勒邦（43°32'53"N, 0°17'43"E）面积14.38 平方千米，位于法国奧克西塔尼大區热尔省，该省份为法国西南部内陆省份，北起顺时针与洛特-加龙省、塔恩-加龙省、上加龙省、上比利牛斯省、大西洋比利牛斯省和朗德省接壤。
与普伊勒邦接壤的市镇（或旧市镇、城区）包括：巴尔、巴苏、奥斯河畔蒙克拉尔、蒙泰斯基乌、圣克里斯托。

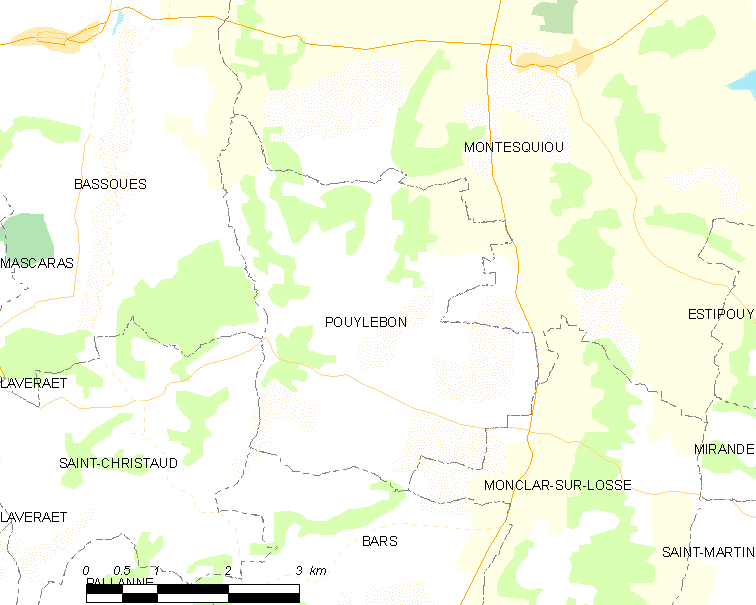
普伊勒邦的OSM定位图

普伊勒邦的时区为UTC+01:00、UTC+02:00（夏令时）。

## 行政
普伊勒邦的邮政编码为32320，INSEE市镇编码为32326。

## 政治
普伊勒邦所属的省级选区为帕尔迪亚克-下河县。

## 人口

1962-2008年间普伊勒邦人口变化图示

普伊勒邦于2022年1月1日时的人口数量为147人。